# دانشگاه پادشاه خوان کارلوس
دانشگاه پادشاه خوان کارلوس (اسپانیایی: Universidad Rey Juan Carlos‎) یک دانشگاه دولتی در اسپانیاست که در مادرید واقع شده‌است و ۵ پردیس دانشگاهی در موستولس، آلکورکون، ویکالوارو، آرانخوئز، فوئنلابرادا دارد. این دانشگاه به افتخار خوآن کارلوس یکم پادشاه اسپانیا نامگذاری شده‌است. این دانشگاه در سال ۱۹۹۶ توسط دولت بخش خودمختار مادرید بنیان نهاده شد.
این دانشگاه با ۴۴٫۹۱۶ دانشجو، پس از دانشگاه قدیمی کمپلوتنسه مادرید دومین دانشگاه دولتی بزرگ در بخش خودمختار مادرید، دومین دانشگاه جدید و یکی از هشت دانشگاه در این ناحیه است.